# Neocorynura banarae
Neocorynura banarae är en biart som först beskrevs av Adolpho Ducke 1906.  Neocorynura banarae ingår i släktet Neocorynura och familjen vägbin. Inga underarter finns listade i Catalogue of Life.